# Август Фердинанд Прусський
Август Фердинанд Прусський (нім. August Ferdinand von Preußen); 23 травня 1730, Берлін — 2 травня 1813, Берлін) — принц Прусський, прусський генерал.

## Біографія
Фердинанд - молодший син короля Фрідріха Вільгельма I і його дружини Софії Доротеї Ганноверської, дочки короля Великої Британії Георга I і відповідно молодший брат Фрідріха ІІ Великого. Уже в 5 років Фердинанд вступив на службу в піхотний полк «Кронпринц». У 1740 році брат призначив його командиром старопрусського піхотного полку № 34.
У 1756 році Фердинанд отримав звання генерал-майора і супроводжував короля в жовтневій поїздці в Саксонію і Богемію, а в 1757 році взяв участь у військовому поході в Богемію і Сілезію, де бився в битвах під Бреслау і при Лейтені. У 1758 році за станом здоров'я був змушений звільнитися з армії у званні генерала інфантерії.
В історію увійшов як замовник палацу Бельвю в Берліні і один з власників палацу Фрідріхсфельде.

## Нащадки
27 вересня 1755 Фердинанд одружився зі своєю племінницею принцесою Анною Єлизаветою Луїзою Бранденбург-Шведтською, дочкою маркграфа Фрідріха Вільгельма та своєї сестри Софії Доротеї Пруської. У шлюбі народилися:
- Фридерика (1761-1773)
- Генріх (1769-1773)
- Луїза (1770-1836), одружена з князем Антонієм Радзівіллом (1775-1833)
- Крістіан (1771-1790)
- Луї Фердинанд (1772-1806), генерал-лейтенант
- Пауль (1776)
- Август Пруський (1779-1843), генерал піхоти